# DHFR
DHFR, дигідрофолатредуктаза (англ. Dihydrofolate reductase) – білок, який кодується однойменним геном, розташованим у людей на короткому плечі 5-ї хромосоми.  Довжина поліпептидного ланцюга білка становить 187 амінокислот, а молекулярна маса — 21 453.
| 10         |  | 20         |  | 30         |  | 40         |  | 50         |
| ---------- |  | ---------- |  | ---------- |  | ---------- |  | ---------- |
| MVGSLNCIVA |  | VSQNMGIGKN |  | GDLPWPPLRN |  | EFRYFQRMTT |  | TSSVEGKQNL |
| VIMGKKTWFS |  | IPEKNRPLKG |  | RINLVLSREL |  | KEPPQGAHFL |  | SRSLDDALKL |
| TEQPELANKV |  | DMVWIVGGSS |  | VYKEAMNHPG |  | HLKLFVTRIM |  | QDFESDTFFP |
| EIDLEKYKLL |  | PEYPGVLSDV |  | QEEKGIKYKF |  | EVYEKND    |  |            |

A: Аланін

C: Цистеїн

D: Аспарагінова кислота

E: Глутамінова кислота

F: Фенілаланін

G: Гліцин

H: Гістидин

I: Ізолейцин

K: Лізин

L: Лейцин

M: Метіонін

N: Аспарагін

P: Пролін

Q: Глутамін

R: Аргінін

S: Серин

T: Треонін

V: Валін

W: Триптофан

Кодований геном білок за функцією належить до оксидоредуктаз. 
Задіяний у таких біологічних процесах як одновуглецевий метаболізм, альтернативний сплайсинг. 
Білок має сайт для зв'язування з РНК, НАДФ. 
Локалізований у цитоплазмі, мітохондрії.